# Grauweiße Hummel
Die Grauweiße Hummel (Bombus mucidus) ist eine Art aus der Gattung der Hummeln (Bombus).

## Lebensraum und Verbreitung
Verbreitet ist die Grauweiße Hummel in Europa in den Pyrenäen, Alpen, Apenninen und Karpaten an Hängen zwischen 1200 und 2300 m Höhe. Ein Volk umfasst etwa 60–80 Tiere. Sie gehört zu den Pocketmakern. Aktive Flugsaison ist von Mitte Mai bis Ende Oktober. Pro Jahr wird nur eine Generation hervorgebracht (univoltin). Als Nistplatz nutzt die Grauweiße Hummel verlassene Mäusenester, sie ist somit den Nestbeziehern zuzurechnen.

## Kennzeichen
Die Königinnen haben eine Körperlänge von 18 bis 20 mm, die Arbeiterinnen von 12 bis 16 mm und die Drohnen von 13 bis 14 mm. Auf den ersten Blick ähnelt sie aufgrund der grauweißen Färbung der Berg- und der Sandhummel. Der schwarze Thorax ist vorn und hinten von einem schmalen weißlichen Band eingerahmt. Die Tergiten tragen einen gelblichorangen Pelz, der dünn und struppig erscheint. Die Königin erzeugt einen mittelhohen Summton, der dem der Ackerhummel ähnelt. Die Grauweiße Hummel besitzt einen langen Rüssel.

## Nahrung
Wie alle Hummeln ernährt sich die Grauweiße Hummel von Nektar und ihre Larven von Pollen. Zu ihren Haupttrachtpflanzen zählen unter anderem Alpen-Ziest, Wundklee, Silberdisteln und Fingerhut.

## Gefährdung
Die Grauweiße Hummel wird in Deutschland in der Roten Liste gefährdeter Arten als „ungefährdet“ eingestuft.